# Alec Pierce
Alec Pierce (Glen Ellyn, 2 maggio 2000) è un giocatore di football americano statunitense che milita nel ruolo di wide receiver per gli Indianapolis Colts della National Football League (NFL).

## Carriera

### Indianapolis Colts
Al college Pickens giocò a football all'Università di Cincinnati. Fu nel corso del secondo giro (53º assoluto) del Draft NFL 2022 dagli Indianapolis Colts. Debuttò nella gara della settimana 1 contro gli Houston Texans. Nel terzo turno ricevette i primi tre passaggi per 61 yard dal quarterback Matt Ryan. La sua stagione da rookie si concluse con 41 ricezioni per 593 yard e 2 touchdown in 16 presenze, 12 delle quali come titolare.
Nella settimana 13 della stagione 2024, Pierce ricevette da Anthony Richardson un touchdown a 12 secondi dal termine che portò i Colts a un punto di distanza dai New England Patriots, dopo il quale Indianapolis segnò la conversione da due punti vincente.